# Georges Coindre
André Georges Coindre (Levallois-Perret, 31 gennaio 1879 – Deauville, 15 settembre 1953) è stato un pistard francese.
Partecipò ai Giochi olimpici di Parigi nella gara di velocità, dove fu eliminato in semifinale, e nella corsa a punti, dove giunse undicesimo.
Coindre corse anche al Grand Prix de Paris e ai campionati mondiali di velocità per dilettanti senza mai riuscire ad arrivare sul podio.

## Piazzamenti

### Competizioni mondiali
- Giochi olimpici

Parigi 1900 - Corsa a punti: undicesimo